# Volvo Uddevallaverken
Volvo Uddevallaverken var Volvo Personvagnars fabrik för personbilsproduktion i Uddevalla 1988-1993. 
Därefter fortsatte Volvo med personbilsproduktion i fabriken tillsammans med externa samarbetspartners fram till 2013, då personbilsproduktionen i Uddevalla slutligen upphörde.[4]

## Historik
Uddevallaverken byggdes som en del i det statliga stödpaket till Uddevalla som sjösattes i samband med varvskrisens verkan och nedläggningen av Uddevallavarvet. Konjunkturen gick ner och efter bara fem år valde Volvo att lägga ner fabriken. Uddevallaverken blev känt internationellt för sitt arbete med en ny typ av arbetssätt där man frångick den traditionella löpande band-principen och istället arbetade i team. Detta arbetssätt, reflexiv modell, har dock inte kommit att användas i Volvos övriga fabriker.
1995 bildade Volvo tillsammans med Tom Walkinshaw Racing bolaget Autonova, som kom att driva fabriken för tillverkning av Volvo C70. Autonova ägdes till 49% av Volvo och 51% av Tom Walkinshaw Racing. 1999 tog Volvo över fabriken helt efter att en öppen konflikt uppstått mellan Volvo och Tom Walkinshaw Racing. Konflikten berodde på oenighet om vilken inriktning fabriken skulle ha.
2003 bildades Pininfarina Sverige AB, som ett så kallat samriskföretag bolag mellan Volvo Personvagnar och Pininfarina S.p.A, i syfte för att producera och utveckla Volvo C70. Den 23 mars 2011 blev det känt att Volvo Personvagnar i maj 2013 övertog hela ägandet över Pininfarina Sverige AB och även fabriken i Uddevalla. Den 3 oktober 2011 meddelade Volvo Personvagnar att man avsåg lägga ner fabriken i samband med att bolaget övertar det fulla ägandeskapet av fabriken. Anledning till nedläggningen angavs vara bristande lönsamhet, då produktionskapaciteten låg på 65% hösten 2011.
Fabriken i Uddevalla hade i ingången av år 2011 cirka 600 anställda, vilket gjorde den till den största privata arbetsgivaren i Uddevalla. Fabriken producerade under 2010 totalt 9 532 bilar, jämfört med Göteborgsfabrikens 136 323.
2013 stängdes fabriken.